# Jorge Zentner
Pour les articles homonymes, voir Zentner.
Jorge Zentner (né en 1953 à Basavilbaso) est un scénariste de bande dessinée et romancier argentin installé en Espagne depuis la fin des années 1970. Son récit Le Silence de Malka, dessiné par Ruben Pellejero et publié en 1995, a reçu Alph-Art du meilleur album étranger lors du festival d'Angoulême 1997.

## Biographie
Il fuit la dictature argentine en 1977 et part se réfugier d'abord en Israël, puis en Espagne et finalement en France.
Il est à l'origine des aventures de Dieter Lumpen avec le dessinateur Ruben Pellejero.
En 1997 il reçoit, avec Ruben Pellejero, l'Alph-Art du meilleur album étranger pour Le Silence de Malka.

## Publications françaises
- Les Aventures de Dieter Lumpen, avec Ruben Pellejero

1. Le Poignard d'Istambul, Magic Strip, coll. « Cargo du nuit », 1986.
2. Ennemis communs, Casterman, 1988.
3. Caraïbes, Casterman, coll. « Studio (A SUIVRE) », 1990.
4. Le Prix de charon, Casterman, coll. « Studio (A SUIVRE) », 1994.

- FM, avec Ruben Pellejero, Magic Strip, 1986.
- Les mémoires de Mr Griffaton, avec Ruben Pellejero, Magic Strip, 1987.
- Contes glacés, avec Tha, Glénat, coll. « Grands Chapitres », 1987.
- Hamerikka, avec Bernard Olivié, Rackham, 1991.
- Le voyage de Caboto, avec Lorenzo Mattotti, Albin Michel, 1993. Réédition Casterman, coll. « Un monde », 2003.
- Le Silence de Malka, avec Ruben Pellejero, Casterman, 1996.
- Blues et autres récits en couleur, avec Ruben Pellejero, Casterman, 1999.
- Tabou, avec Ruben Pellejero, Casterman, 1999[2].
- Replay, avec David Sala, Casterman, coll. « Grand format »

1. Le Début... ...et la Fin, 2000[3].
2. Le Plein... ...et le Vide, 2001.
3. La Fin... ...et le Début, 2002.

- Âromm, avec Ruben Pellejero, Casterman, coll. « Un monde » :

1. Destin nomade, 2002[4].
2. Cœur de steppe, 2003.

- Le Captif, avec Ruben Pellejero, Mosquito, 2002[5].
- Flamenco, avec Santos De Veracruz, Casterman, 2002[6].
- Le Bruit du givre, avec Lorenzo Mattotti, Seuil, 2003[7].
- Nicolas Eymerich, inquisiteur, d'après le roman de Valerio Evangelisti, avec David Sala, Delcourt, coll. « Conquistador »

1. La Déesse. Première partie, 2003.
2. La Déesse. Deuxième partie, 2004.
3. Le Corps et le sang. Première partie, 2006.
4. Le Corps et le sang. Deuxième partie, 2007.

- Pampa, avec Carlos Nine, Dargaud

1. Lune de sang, 2003[8].
2. Lune d'argent, 2004.
3. Lune d'eau, 2005.

- Sept Balles pour Oxford, avec Montecarlo (scénario) et Marcello Quintanilha (dessin), Le Lombard, coll. « Polyptyque » :

1. La Promesse, 2003[9].
2. La Perle, 2004.
3. La Fuite, 2005.
4. L’Héritière, 2006.
5. Le Grillon, 2007.
6. Le Fantôme, 2009.
7. La Vulnérabilité, 2012.

- Caravane, avec Bernard Olivié, Frémok, coll. « Soprano », 2003.
- La Flûte enchantée, d'après l'œuvre de Mozart, avec Ruben Pellejero, Theloma, 2004.
- Passion, avec Santos De Veracruz, Casterman, 2004.
- Lisbonne, dernier tour, avec Aude Samama, Les Impressions nouvelles, 2010.
- L'amirale des mers du Sud, avec Carlos Nine (dessin), Éditions de la Cerise, 2019[10],[11].

## Récompense
- 1986 :  Prix Haxtur de la meilleure histoire courte pour Dieter Lumpen : « Les Péchés de Cupidon », dans Cairo no 43 (avec Ruben Pellero)
- 1997 :  Alph-Art du meilleur album étranger et prix du jury œcuménique de la bande dessinée au festival d'Angoulême pour Le Silence de Malka (avec Ruben Pellejero)[12]